# Concorso internazionale di violino Jean Sibelius
Il Concorso internazionale di violino Jean Sibelius, dal nome del compositore finlandese Jean Sibelius, è un concorso per violinisti fino a 30 anni. Si svolge ogni cinque anni ad Helsinki. Il primo concorso ebbe luogo nel 1965, otto anni dopo la morte del compositore in occasione del centenario della sua nascita. Il concorso è organizzato dalla Società Sibelius della Finlandia e dall'Accademia Sibelius.Il concorso ha sempre avuto concorrenti di alto livello e vincitori come Oleg Kagan, Viktorija Mullova e Leōnidas Kavakos sono diventati solisti di livello internazionale.

## Struttura
Il concorso prevede tre turni: il primo turno, il secondo turno e il turno finale. Per essere ammessi è prevista una preselezione via video.
Il programma del primo round consiste in opere tipicamente di Bach, Sibelius e due pezzi virtuosistici per violino solo. Il secondo round (semifinale), consiste in un recital per violino e pianoforte comprendente un'opera di Sibelius e un pezzo di un compositore finlandese contemporaneo. Per la finale i concorrenti ammessi eseguono due concerti accompagnati da un'orchestra sinfonica: un concerto è a scelta, l'altro è obbligatoriamente il Concerto per violino di Sibelius.
Nel 2005 sono state ricevute 175 candidature, sono stati accettati 58 concorrenti di cui 50 hanno preso parte al concorso, 20 sono passati al secondo turno e 8 sono stati scelti per il turno finale.
L'edizione prevista per il 2020 è stata posticipata al 2022 per via della pandemia di COVID-19.

## Vincitori
1965
1. Oleg Kagan (USSR)
2. Joshua Epstein (Israele)
3. Valerij Gradov (USSR)

1970
1. Liana Isakadze (USSR) & Pavel Kogan (USSR), ex aequo
2. Otto Armin (Canada)

1975
1. Yuval Yaron (Israele)
2. Il'ja Grubert (USSR)
3. Eugen Sârbu (Romania)

1980
1. Viktorija Mullova (USSR)
2. Sergej Stadler (USSR)
3. Andres Cardenes (USA)

1985
1. Il'ja Kaler (USSR) & Leōnidas Kavakos (Grecia), ex aequo
2. Vilmos Szabadi (Ungheria)

1990
1. non assegnato
2. Cristina Anghelescu (Romania)
3. Sigrún Edvaldsdóttir (Islanda) & Akiko Tanaka (Giappone), ex aequo

1995
1. Pekka Kuusisto (Finlandia)
2. Lisa Batiashvili (Georgia)
3. Madoka Sato (Giappone) & Nikolaj Znaider (Danimarca), ex aequo

2000
1. Sergei Khachatryan (Armenia)
2. Natsumi Tamai (Giappone)
3. Zhi-Jiong Wang (Cina) & Sayako Kusaka (Giappone), ex aequo

2005
1. Alina Pogostkina (Germania)
2. Jiafeng Chen (Cina)
3. Hyun-Su Shin (Corea del Sud) & Wei Wen (Cina), ex aequo

2010
1. Nikita Borisoglebskij (Russia)
2. Petteri Iivonen (Finlandia)
3. Esther Yoo (USA)

2015
1. Christel Lee (USA)
2. Emmanuel Tjeknavorian (Austria)
3. Friederike Starkloff (Germania)